# Лим, Ханна
Ха́нна Лим (англ. Hannah Lim; род. 15 октября 2001, Норт-Йорк, Канада) — южнокорейская фигуристка, выступающая в танцах на льду в паре с Йе Куаном. Двукратная чемпионка Республики Корея (2024, 2025).

## Биография

### Ранние годы
Родилась 19 ноября 2004 года в Норт-Йорке, Торонто, Канада. Её родители родились в Республике Корея, а впоследствии переехали в Канаду. Мать, Ким Хёнсук, получила канадское гражданство, а отец до сих пор имеет гражданство Республики Корея.
Корейское имя фигуристки — Лим Хэна́ (кор. 임해나), где Лим — фамилия, а Хэна — личное имя. Родители хотели, чтобы имя дочери одинаково записывалось как по-английски, так и по-корейски — Ханна и Хэна соответственно.
Начала заниматься фигурным катанием в четыре года на одном из катков, расположенном недалеко от её дома. В четырнадцать лет перешла в танцы на льду, ранее занималась одиночным катанием.
В июле 2019 года стала партнёршей Ей Куана. Местом тренировок была выбрана Ice Academy of Montreal, которую возглавляют Мари-Франс Дюбрёй, Патрис Лозон и Ромен Агеноэр. В течение двух сезонов Лим и Куан участвовали в турнирах внутри Канады. Во время пандемии Covid-19 Лим задумалась о переходе в сборную Республики Корея, что даст больше возможностей проявить себя на международном уровне.

### Сезон 2021/22
В августе 2021 года Лим и Куан дебютировали за Республику Корея в юниорском Гран-при, выступив на этапе в Куршевеле, Франция. Они занимали четвёртое место после ритм-танца, но в произвольном танце опередили чехов Катержину Мразкову и Даниэля Мразека, благодаря чему финишировали третьими в общем зачёте. Бронза Куана и Лим стала первой медалью для южнокорейских танцев на льду в рамках как юниорского, так и взрослого Гран-при. На втором этапе, который проходил в России, корейцы заняли шестое место.
На чемпионате мира среди юниоров 2022 года, проходившем в Таллине, Лим и Куан были седьмыми в ритм-танце, заняли четвёртую позицию в произвольном танце, в итоге став шестыми.

### Сезон 2022/23
Второй год подряд Лим и Куан открывали сезон на этапе юниорского Гран-при Куршевеле. Они заняли первое место как в ритм-танце, так и в произвольном танце, установив новые личные рекорды в обоих сегментах и по сумме. Таким образом они стали первыми южнокорейскими танцорами, завоевавшими золото на этапах Гран-при среди юниоров. На этапе в Италии они финишировали четвёртыми в ритм-танце из-за ошибок на дорожке шагов и в паттерне «аргентинское танго». После исполнения произвольной программы они поднялись на вторую строчку, уступив лишь Мразковой и Мразеку. Золото и серебро на этапах юниорского Гран-при позволили им выйти в финал серии. Они стали первыми южнокорейскими танцорами, прошедшими в финал юниорского Гран-при.
В финале, состоявшемся в Турине, Лим и Куан шли третьими после ритм-танца с результатом 64,21. Они отставали всего на 0,37 балла от британцев Фибе Беккер и Джеймса Эрнандеса, а также всего на 0,13 балла опережали Мразкову и Мразека, которые считались фаворитами, но упали на одном из элементов. По итогам произвольной программы корейцы поднялись на второе место, чему способствовало ещё одно падение Мразеков, которые в сумме отстали от Йе и Ханны на 0,99 балла. Серебро Куана и Лим стало первой медалью финала Гран-при среди юниоров для корейских танцев на льду.
Завершали сезон на чемпионате мира среди юниоров 2023 года в Калгари. В ритм-танце они финишировали вторыми с новым личным рекордом 71,08, отстав от лидеров сегмента Мразковой и Мразека на 0,11, но опередив Беккер и Эрнандеса, занимавших третье место, более чем на два балла. В произвольном танце они также установили новый личный рекорд — 103,31, и выиграли серебряную медаль. Эта награда чемпионата мира среди юниоров стала первой в истории для азиатских танцоров.
По общим результатам фигуристов в сезоне 2022/23 Республика Корея впервые квалифицировалась на World Team Trophy, который прошёл в 2023 году в Токио. Поскольку в Республике Корея не было танцевальных пар, которые выступали бы в том сезоне на взрослом уровне, Лим и Куан получили возможность дебютировать среди взрослых. Это означало замену их ритм-танца сразу после юниорского чемпионата мира среди юниоров. Они создали новую программу под композицию Камилы Кабельо «Don’t Go Yet». В ритм-танце корейцы заняли последнее шестое место. В произвольной Куан также стали шестыми. По сумме всех выступлений — в мужском и женском одиночном катании, парном катании и танцах на льду — сборная Республики Корея завоевала серебряную медаль.

### Сезон 2023/24
Лим и Куан получили первое приглашение на челленджер, приняв участие в Autumn Classic International 2023, где взяли бронзовую медаль. На дебютном для себя турнире взрослого Гран-при, Skate America 2023, заняли девятое место среди десяти пар. На втором этапе, Гран-при Франции 2023, они улучшили уровень катания, расположившись на шестой позиции.
В январе 2024 года стали победителями взрослого чемпионата Республики Корея. После чего пара вошла в состав сборной Республики Корея на предстоящий сезон.

## Результаты
CS: Challenger Series
| Соревнования                | 21/22         | 22/23         | 23/24         | 24/25         |
| Международные               | Международные | Международные | Международные | Международные |
| --------------------------- | ------------- | ------------- | ------------- | ------------- |
| Чемпионат мира              |               |               | 14            |               |
| Четыре континента           |               |               | 7             | 6             |
| Гран-при Франции            |               |               | 6             |               |
| Гран-при США                |               |               | 9             |               |
| Гран-при Канады             |               |               |               | 7             |
| Гран-при Финляндии          |               |               |               | 9             |
| CS Autumn Classic           |               |               | 3             |               |
| CS Warsaw Cup               |               |               | 2             | 3             |
| CS Мемориал Дениса Тена     |               |               |               | 5             |
| World Team Trophy           |               | 2             |               |               |
| Международные среди юниоров |               |               |               |               |
| Чемпионат мира              | 6             | 2             |               |               |
| Финал Гран-при              |               | 2             |               |               |
| Гран-при Италии             |               | 2             |               |               |
| Гран-при Франции            | 3             | 1             |               |               |
| Гран-при России             | 6             |               |               |               |
| Национальные                |               |               |               |               |
| Чемпионат Республики Корея  |               |               | 1             | 1             |
| ЧРК среди юниоров           | 1             |               |               |               |